# John Patrick Williams
John Patrick Williams (Helena, 30 ottobre 1937 – Missoula, 25 giugno 2025) è stato un politico statunitense, membro della Camera dei Rappresentanti per lo stato del Montana dal 1979 al 1997.

## Biografia
Nato e cresciuto nel Montana, Williams lavorò come insegnante e successivamente si dedicò alla politica con il Partito Democratico, venendo anche eletto all'interno della legislatura statale del Montana.
Nel 1974 Williams si candidò alla Camera dei Rappresentanti, ma perse nelle primarie contro Max Baucus. Nel 1978 si ricandidò per il seggio e questa volta riuscì a vincere, divenendo deputato. Williams venne riconfermato per altri sei mandati, finché nel 1992 lo Stato del Montana perse un distretto congressuale e quindi si ritrovò a concorrere per la rielezione contro l'altro collega in carica Ron Marlenee. Dopo una competizione molto serrata, Williams prevalse e riuscì a rimanere al Congresso. Nel 1994 ottenne un altro mandato, che si rivelò essere l'ultimo, in quanto Williams decise di non concorrere per la rielezione nel 1996.
Dopo il ritiro, Williams continuò a rimanere attivo nella politica locale del Montana e trovò poi anche occupazione come professore universitario. Anche sua moglie Carol entrò in politica e fu deputata per dodici anni all'interno della legislatura statale del Montana, della quale fu anche leader di maggioranza.